# Arthur Schnabel
Ne doit pas être confondu avec Artur Schnabel.
Pour les articles homonymes, voir Schnabel.
Arthur Schnabel (né le 16 septembre 1947 à Schweigen et mort le 22 octobre 2018 à Cancún au Mexique,) est un judoka allemand. Il participe aux Jeux olympiques d'été de 1984 dans l'épreuve des poids toutes catégories. Il remporte la médaille de bronze.

## Palmarès

### Jeux olympiques
- Jeux olympiques de 1984 à Los Angeles,  États-Unis
  -  Médaille de bronze toutes catégories

### Championnats d'Europe
- Championnats d'Europe 1976 à Kiev,  Ukraine
  -  Médaille de bronze en moins de 93 kg
- Championnats d'Europe 1977 à Ludwigshafen,  Allemagne de l'Ouest
  -  Médaille de bronze en moins de 95 kg
- Championnats d'Europe 1981 à Debrecen,  Hongrie
  -  Médaille de bronze toutes catégories
- Championnats d'Europe 1982 à Rostock,  Allemagne de l'Est
  -  Médaille de bronze toutes catégories